# Sarona kukona
Sarona kukona är en insektsart som beskrevs av Asquith 1994. Sarona kukona ingår i släktet Sarona och familjen ängsskinnbaggar. Inga underarter finns listade i Catalogue of Life.